# Ernst Petter Sundqvist
Ernst Petter Sundqvist, född 1730, död 28 december 1802, var Gävles första boktryckare, 1761-1802. Han fick privilegium på "Veckoblad för Gefle län" 1785.